# Sundair
Sundair ist eine deutsche Linien- und Charterfluggesellschaft mit Verwaltungssitz in Stralsund und Geschäftsbasis in Waltersdorf nahe dem Flughafen Berlin Brandenburg. Sundair ist eine Tochtergesellschaft von Schauinsland-Reisen.

## Geschichte
Sundair wurde im Frühjahr 2016 von dem Geschäftsführer des Berliner Informatikunternehmens „Air 41“, Marcos Rossello, in Stralsund gegründet.
Im September 2016 übernahm der Reiseveranstalter Schauinsland-Reisen 50 % der Anteile an Sundair. Ursprünglich wollte man drei Airbus A319-100 leasen und an den Flughäfen Berlin-Tegel, Frankfurt sowie Kassel-Calden stationieren.
Der zunächst für April 2017 vorgesehene Beginn des Flugbetriebs in Frankfurt wurde auf Juli 2017 verschoben. Grund für den verzögerten Start sei die Beschaffung größerer Airbus A320-200 gewesen, die statt der ursprünglich geplanten A319-100 eingesetzt werden sollten, um potenziellen Kapazitätsengpässen vorzubeugen.
Da die bestellten A320-200, die in Abu Dhabi gewartet werden, erst Ende Juli 2017 einsatzbereit sein sollten, wurden Sitzplatzkapazitäten von anderen Fluggesellschaften gechartert, um dennoch den Betrieb ab Berlin-Tegel und Kassel-Calden aufzunehmen. Anfang Juli 2017 gab Marcos Rossello an, dass die Jets zum Monatsende in den Sundair-Dienst starten sollen. Bis dahin sollte auch die beim Luftfahrt-Bundesamt beantragte Betreiberlizenz (AOC) als deutsche Fluglinie vorliegen. Tatsächlich wurde die Betriebslizenz erst im September 2017 erteilt, so dass der Flugbetrieb mit der ersten eigenen Maschine erst am 27. September 2017 aufgenommen werden konnte.
Eine im Februar 2018 angedachte Erweiterung der Flotte um zwei Maschinen vom Typ Airbus A319-100 wurde im April desselben Jahres später fallen gelassen; das Unternehmen gab bekannt, weiterhin alleine mit Maschinen vom Typ A320-200 operieren zu wollen.
Im Juni 2018 wurden zwei ehemals von Air Berlin eingesetzte Airbus A320-200 gekauft, um die Flotte damit auf vier Maschinen zu verdoppeln. Im September 2018 wurde bekannt gegeben, dass diese beiden Maschinen im Zeitraum von November 2018 bzw. März 2019 bis März 2020 für Germania betrieben werden, um die Zeit bis zu deren Auslieferung von A320neo zu überbrücken. Germania hat im Februar 2019 Insolvenz angemeldet, sodass Sundair die Maschinen nicht weiter für erstgenannte betreiben wird.
Im Januar 2019 wurde die Übernahme von zwei Airbus A319-100 aus den Beständen der chilenischen Sky Airline bekanntgegeben. Die Maschinen werden für einen Zeitraum von vier Jahren von BBAM geleast. Eine der Maschinen wurde im Sommer 2019 im Wet-Lease für TUIfly in Karlsruhe stationiert.
Aufgrund von Verzögerungen bei der Einflottung der beiden Airbus A319-100 kam zwischen Juni und Oktober 2019 eine Maschine der rumänischen Just Us Air im Wetlease ab Kassel-Calden zum Einsatz. Am 13. August 2019 wurde schließlich der erste eigene Airbus A319-100 in Betrieb genommen und kurz darauf für TUIfly in Karlsruhe/Baden-Baden stationiert.
Am 1. Oktober 2019 gab Gerald Kassner, Geschäftsführer des Sundair-Anteilseigner Schauinsland-Reisen, in einem Interview bekannt, dass man die Einflottung eines weiteren Airbus A320-200 aus den Beständen der insolventen Aigle Azur plane, sodass die Flotte auf sieben Maschinen wachsen würde. Im November 2019 gab TUIfly in einer Pressemitteilung bekannt, dass man die Kooperation mit Sundair ausbauen wird, sodass man neben dem Airbus A319-100 am Flughafen Karlsruhe/Baden-Baden im Sommer 2020 auch einen Airbus A320-200 am Flughafen Paderborn-Lippstadt stationiert.
Im Februar 2020 präsentierte Sundair gemeinsam mit Schauinsland-Reisen einen Airbus A320 im Katta-macht-Urlaub-Design, welcher mit dem Luftfahrzeugkennzeichen D-ANNA ab dem 2. März 2020 am Flughafen Bremen im Einsatz war.
Am 30. Oktober 2020 wurde bekannt, dass Sundair infolge der Covid-19-Pandemie beim Amtsgericht Stralsund Antrag auf die Eröffnung eines Schutzschirmverfahrens gestellt hat. Dieses soll dem Unternehmen ermöglichen, den Flugbetrieb fortzusetzen und sich neu aufzustellen. Als Sachwalter wurde vom Amtsgericht Lucas Flöther bestellt, welcher bereits die Insolvenzverfahren von Air Berlin und Condor begleitete. Darüber hinaus wurde bekannt, dass Marcos Rossello im Oktober 2020 die Firmenanteile von Schauinsland-Reisen übernommen hat und nun alleiniger Inhaber der Fluggesellschaft ist.
Ende Januar 2021 gab Marcos Rossello bekannt, dass man sich von den beiden Airbus A319-100 sowie zwei Airbus A320-200 trennen und dafür drei andere Airbus A319-100 einflotten wird. Zudem bestätigte das Amtsgericht Stralsund die Sanierung in Eigenverwaltung. Am 28. April 2021 gab Sundair bekannt, dass das Schutzschirmverfahren aufgehoben wurde.
Am 30. Mai 2023 gab Schauinsland-Reisen bekannt, dass man die Anteilsmehrheit an Sundair und Fly Air41 Airways übernommen habe.
Im August 2023 erwarb Sundair-Gründer Marcos Rossello für 120.190 Euro die Namensrechte von Air Berlin, Ende 2023 gründete er die Gesellschaft Airberlin Luftverkehrsgesellschaft mbH.
Sundair änderte Ende 2024 ihr Design. Dies wurde an den Mehrheitseigentümer Schauinsland-Reisen angepasst. Alle Flugzeuge von Sundair und alle Flugzeuge von Fly Air41 Airways, die für Sundair betrieben werden, wurden bereits umlackiert.

## Flugziele
Sundair führt von den deutschen Flughäfen Berlin Brandenburg, Bremen, Dresden, Düsseldorf und Lübeck regelmäßig Charterflüge in den Mittelmeerraum, zu den Kanarischen Inseln, zum Roten Meer sowie nach Bulgarien durch. Darüber hinaus werden Einzelcharterflüge zu besonderen Ereignissen oder aus speziellem Anlass durchgeführt.
Flüge vom Flughafen Kassel-Calden werden ab dem Winterflugplan 2024/2025 nicht mehr durchgeführt. Weiteres steht nicht fest.
Jedoch werden nahezu alle Flüge, die nicht von Berlin oder Kassel ausgehen, von der kroatischen Tochtergesellschaft „Fly Air41 Airways“ durchgeführt, da sich die Sundair hauptsächlich auf ihren Hauptstadt-Standort Berlin konzentriert.

## Flotte
Mit Stand April 2025 besteht die Flotte der Sundair aus sechs Flugzeugen mit einem Durchschnittsalter von 17,9 Jahren:
| Flugzeugtyp     | Anzahl | bestellt | Anmerkungen                       | Sitzplätze | Durchschnittsalter |
| --------------- | ------ | -------- | --------------------------------- | ---------- | ------------------ |
| Airbus A319-100 | 2      |          | betrieben durch Fly Air41 Airways | 150        | 16,5 Jahre         |
| Airbus A320-200 | 3      |          |                                   | 180        | 18,8 Jahre         |
| Gesamt          | 5      | -        |                                   |            | 17,9 Jahre         |

### Ehemalige Sonderbemalungen
| Flugzeugtyp     | Luftfahrzeugkennzeichen | Bemalung             | Zeitraum                   | Bild |
| --------------- | ----------------------- | -------------------- | -------------------------- | ---- |
| Airbus A320-200 | D-ANNA                  | „Katta macht Urlaub“ | Februar 2020 bis März 2025 |      |

## Kritik
Im Februar 2021 wurde bekannt, dass Marcos Rossello zusammen mit dem Sundair Betriebsleiter Branimir Vuković eine kroatische Schwestergesellschaft namens Fly Air41 Airways gegründet hat. Diese führt im Namen von Sundair deren Flüge mit vorwiegend kroatischem Personal durch. Die Flugbegleitergewerkschaft Ufo kritisierte kurz darauf, dass es damit bei Sundair zu einer Tarifflucht kommen könnte und die Mitarbeiter ins billigere osteuropäische Ausland verlagert werden würden. Trotz der Dementierung durch Rossello, dass keine Verlagerung nach Kroatien geplant sei und die Maschinen der Fly Air41 Airways nicht für Sundair zum Einsatz kommen sollen, werden seit der Betriebsaufnahme im August 2021 ausschließlich Flüge für Sundair durchgeführt. Dazu wurden die Basen Bremen, Düsseldorf und Dresden sowie drei Flugzeuge an die kroatische Schwestergesellschaft abgegeben. Im Sommerflugplan 2023 werden bereits vier der sieben Flugzeuge von Sundair durch Fly Air41 Airways betrieben, Sundair selbst führt nur noch Flüge von den Basen Berlin und Kassel-Calden aus durch.